# Expo 1967
L'Esposizione universale e internazionale Montréal 1967 (fr  Exposition universelle et internationale Montréal 1967, ingl.  1967 International and Universal Exposition), più brevemente Expo 1967, si svolse a Montréal (Canada) dal 28 aprile al 27 ottobre 1967.
L'evento fu organizzato in concomitanza con il centenario della proclamazione della Federazione del Canada.

## Sito
L'Expo era composto da 90 padiglioni tematici che rappresentavano le nazioni, le società e le industrie, fra i quali la cupola geodetica di Richard Buckminster Fuller. In quell'occasione furono realizzati anche l'Autostade e l'Habitat 67, il quartiere disegnato dall'architetto Moshe Safdie, abitato ancor'oggi.

## Partecipanti
| Paesi | Paesi    | Paesi    | Paesi    |
| Americhe | Americhe | Americhe | Americhe |
| --- | -------- | -------- | -------- |
| - Barbados - Canada - Cuba - Giamaica - Grenada - Guyana - Haiti - Messico - Trinidad e Tobago - Stati Uniti - Venezuela |          |          |          |
| Africa |          |          |          |
| - Algeria - Alto Volta - Camerun - Ciad - RD del Congo - Costa d'Avorio - Etiopia - Gabon - Ghana - Kenya - Madagascar - Marocco - Mauritius - Niger - Repubblica Araba Unita - Ruanda - Senegal - Tanzania - Togo - Tunisia - Uganda |          |          |          |
| Asia |          |          |          |
| - Birmania - Ceylon - Taiwan - Corea del Sud - India - Iran - Israele - Giappone - Thailandia |          |          |          |
| Europa |          |          |          |
| - Austria - Belgio - Cecoslovacchia - Danimarca - Finlandia - Francia - Germania - Grecia - Islanda - Italia - Jugoslavia - Monaco - Paesi Bassi - Norvegia - Regno Unito - Svezia - Svizzera - Unione Sovietica                      |          |          |          |
| Oceania |          |          |          |
| - Australia |          |          |          |
| Organizzazioni |          |          |          |
| - ONU |          |          |          |
| Aziende |          |          |          |
| - Air Canada |          |          |          |